# 布雷茲諾

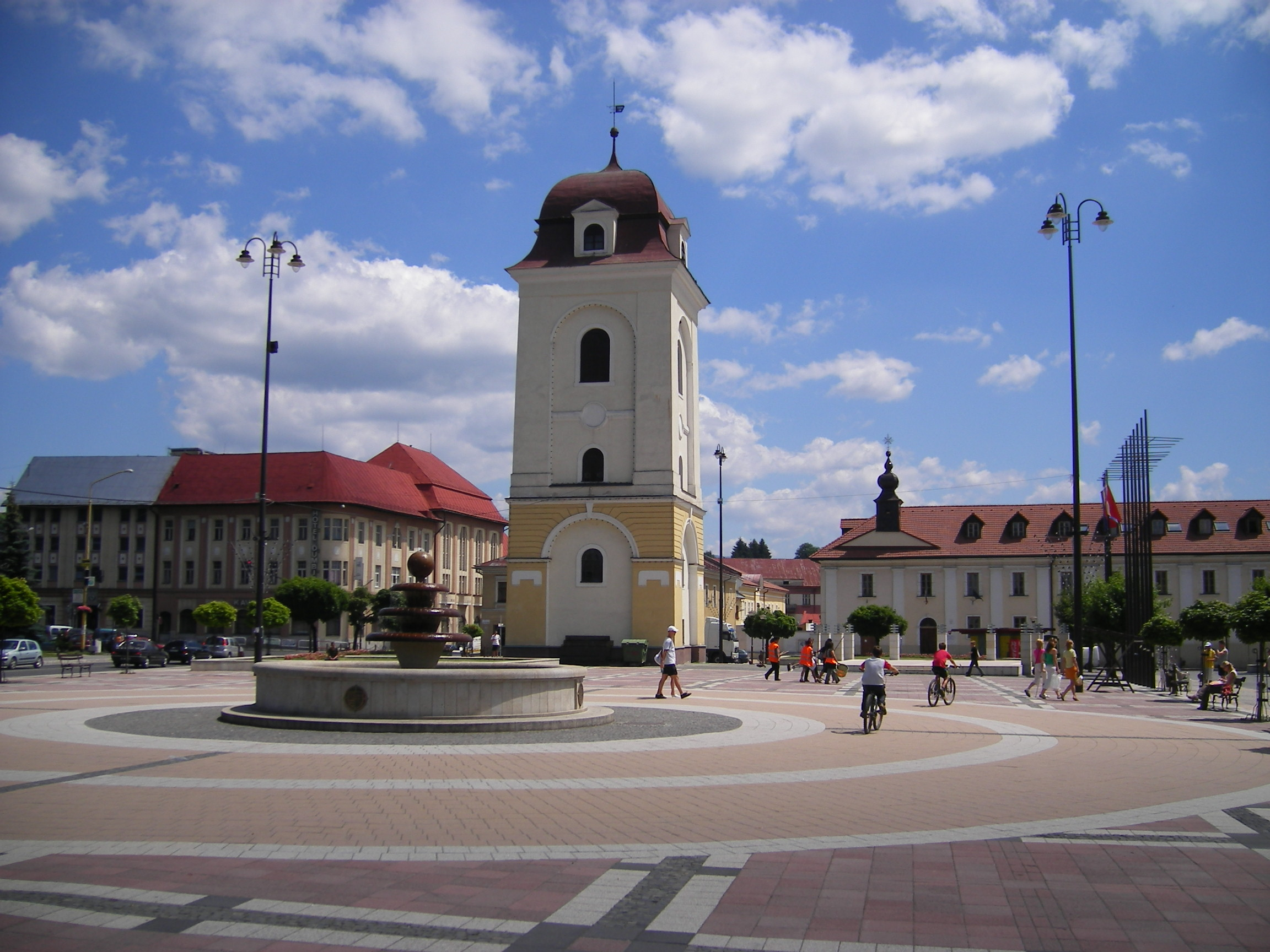

布雷茲諾是斯洛伐克的城鎮，位於該國中部，由班斯卡-比斯特里察州負責管轄，面積121.96平方公里，海拔高度486米，2006年人口22,221，其中六成居民信奉羅馬天主教。

## 友好城市
- 法國 默东

## 外部連結
- Official website of Brezno （页面存档备份，存于）